# (224027) Grégoire
(224027) Grégoire est un astéroïde de la ceinture principale.

## Description
(224027) Grégoire est un astéroïde de la ceinture principale. Il fut découvert le 10 juin 2005 par l'astronome suisse Michel Ory à Vicques. Il présente une orbite caractérisée par un demi-grand axe de 2,3450095 UA, une excentricité de 0,2231341 et une inclinaison de 3,46406° par rapport à l'écliptique.
Il fut nommé en l'honneur de l'auteur-compositeur-interprète français Grégoire Boissenot, plus connu sous son nom d'artiste « Grégoire ». Ses chansons Toi + Moi (2008), Rue des étoiles (2008) et Ta main (2009) sont devenus des succès mondiaux.

## Compléments